# June Dayton
Pour les articles homonymes, voir Dayton.
Mary June Wetzel — née le 24 août 1923 à Dayton (Ohio), morte le 13 juin 1994 à Los Angeles (quartier de Sherman Oaks, Californie) — est une actrice américaine, connue sous le nom de scène de June Dayton.

## Biographie
Surtout active à la télévision, June Dayton (par référence à sa ville natale) apparaît dès 1951 dans quatre-vingt-dix-sept séries américaines, dont Perry Mason (cinq épisodes, 1957-1965), Les Aventuriers du Far West (cinq épisodes, 1960-1970) et Les Rues de San Francisco (trois épisodes, 1974-1977). Elle tient son ultime rôle dans le feuilleton Les Feux de l'amour (trois épisodes, 1986).
Toujours au petit écran, s'ajoutent cinq téléfilms, le premier diffusé en 1970 ; le dernier est Captain America de Rod Holcomb (1979, avec Reb Brown dans le rôle-titre et Heather Menzies).
Au cinéma, June Dayton contribue à seulement cinq films américains (ou en coproduction), le premier étant Le Motel du crime de Boris Sagal (1963, avec Richard Chamberlain et Nick Adams) ; le troisième est Tora ! Tora ! Tora ! de Richard Fleischer, Kinji Fukasaku et Toshio Masuda (1970, avec Martin Balsam et Joseph Cotten) ; son dernier film est The Other Side of the Mountain Part 2 (en) de Larry Peerce (1978, avec Timothy Bottoms et Belinda Montgomery).
Au théâtre enfin, elle joue notamment à Broadway (New York) dans trois pièces vers la fin des années 1940, la première étant Lovely Me de Jacqueline Susann et Beatrice Cole (1946-1947, avec Mischa Auer et Millard Mitchell).
De 1947 jusqu'à sa mort en 1994 (à 70 ans), June Dayton est mariée avec l'acteur Dean Harens (1920-1996).

## Théâtre à Broadway (intégrale)
- 1946-1947 : Lovely Me de Jacqueline Susann et Beatrice Cole, mise en scène de Jessie Royce Landis : Peggy Smith
- 1947 : Tenting Tonight de Frank Gould : Edna Roberts
- 1949 : The Ivy Green de Mervyn Nelson : Ellen Ternan

## Filmographie

### Cinéma (intégrale)
- 1963 : Le Motel du crime (Twilight of Honor) de Boris Sagal : Vera Driscoll
- 1964 : One Man's Way de Denis Sanders : Mme Gordon
- 1970 : Tora ! Tora ! Tora ! de Richard Fleischer, Kinji Fukasaku et Toshio Masuda : Mlle Ray Cave
- 1974 : The Man from Independence de Jack Smight : Bess Truman
- 1978 : The Other Side of the Mountain Part 2 de Larry Peerce : Mme Boothe

### Télévision (sélection)

#### Séries
- 1954 : Inner Sanctum
  - Saison unique, épisode 31 Récompense pour Janie (Reward for Janie - Janie) et épisode 40 Une chance aveugle (Blind Luck - Eileen)
- 1957-1965 : Perry Mason, première série
  - Saison 1, épisode 10 Le Cadavre cavaleur (The Case of the Runaway Corpse, 1957) de Christian Nyby : Myrna Davenport
  - Saison 2, épisode 6 La Pendule enterrée (The Case of the Buried Clock, 1958) de William D. Russell : Sue Hardisty
  - Saison 3, épisode 7 The Case of the Golden Fraud (1959) : Frances Vanaman
  - Saison 4, épisode 3 The Case of the Ill-Fated Faker (1960) de Charles F. Haas : Alice Gorman
  - Saison 8, épisode 20 The Case of the Lover's Gamble (1965) : Frances Stark
- 1958-1959 : Mike Hammer (Mickey Spillane's Mike Hammer), première série
  - Saison 1, épisode 29 Four Blind Mice (1958) de Boris Sagal : Marge Fallon
  - Saison 2, épisode 5 Aces and Eights (1959) de Boris Sagal : Abby Thomas
- 1958-1970 : Gunsmoke ou Police des plaines (Gunsmoke ou Marshal Dillon)
  - Saison 3, épisode 29 Laughing Gas (1958) de Ted Post : Mme Stafford
  - Saison 9, épisode 28 Bently (1964) : Emily
  - Saison 10, épisode 9 Jonah Hutchinson (1964) : Phoebe
  - Saison 16, épisode 11 The Witness (1970) de Philip Leacock : Martha Sprague
- 1960 : Denis la petite peste (Dennis the Menace)
  - Saison 1, épisode 29 The Party Line de Charles Barton : Catherine Driscoll
- 1960 : Au nom de la loi (Wanted: Dead or Alive)
  - Saison 3, épisode 6 L'Évadé (The Showdown) : Gloria Haywood
- 1960-1970 : Les Aventuriers du Far West (Death Valley Days)
  - Saison 8, épisode 15 The Devil's Due (1960) : Rose
  - Saison 9, épisode 10 The Wind at Your Back (1960) : Sœur Mary Frances
  - Saison 13, épisode 20 The Battle of San Francisco Bay (1965) de Jack Shea : Virginia Farragut
  - Saison 17, épisode 17 Long Night at Fort Lonely (1969) de Jack Hively : Rachel Cotterman
  - Saison 18, épisode 21 The Solid Gold Pie (1970) de Jack Hively : Lucinda MacPherson
- 1961 : Hong Kong
  - Saison unique, épisode 16 The Survivor de Boris Sagal : la deuxième Iris Leslie
- 1961 : Les Incorruptibles (The Untouchables)
  - Saison 2, épisode 16 Le Gingembre de la Jamaïque (The Jamaica Ginger Story) : Louise Rainey
- 1961 : La Quatrième Dimension (The Twilight Zone)
  - Saison 2, épisode 16 Un sou pour vos pensées (A Penny for Your Thoughts) : Helen Turner
- 1961 : Le Gant de velours (The New Breed)
  - Saison unique, épisode 1 No Fat Cops de Walter Grauman : Mme Reisman
- 1963 : Suspicion (The Alfred Hitchcock Hour)
  - Saison 1, épisode 19 To Catch a Butterfly de David Lowell Rich : Barbara Stander
- 1963-1966 : Le Fugitif (The Fugitive)
  - Saison 1, épisode 9 Billet pour l'Alaska (Ticket to Alaska, 1963 - Celia Decker) de Jerry Hopper et épisode 14 La Fille de la Petite Égypte (The Girl from Little Egypt, 1963 - Doris Clements) de Vincent McEveety
  - Saison 3, épisode 27 The 2130 (1966) : Millie Oates
- 1964 : Mon martien favori (My Favorite Martian)
  - Saison 2, épisode 10 Has Anybody Seen My Electro-Magnetic Neutron Converting Gravitor? de Leslie Goodwins : Tante Lily
- 1964 : Le Jeune Docteur Kildare (Dr. Kildare)
  - Saison 4, épisode 12 Catch a Crooked Mouse de Boris Sagal : Kathryn Lambert
- 1965-1972 : Sur la piste du crime (The F.B.I.)
  - Saison 1, épisode 3 A Mouthful of Dust (1965) de Don Medford, épisode 4 Slow March Up a Stel Hill (1965) de William A. Graham, épisode 6 To Free My Enemy (1965) de William A. Graham, et épisode 10 The Giant Killer (1965) de Don Medford : Thelma
  - Saison 5, épisode 5 Silent Partner (1969) de William Hale : Betty Grayson
  - Saison 6, épisode 12 The Witness (1970) de William Hale : Margaret McElroy
  - Saison 8, épisode 12 Holiday with Terror (1972) : rôle non spécifié
- 1967 : Hondo
  - Saison unique, épisode 12 Le Fantôme de Ben Dow (Hondo and the Ghost of Ben Dow) : Wilma Hendrix
- 1967-1980 : Des jours et des vies (Days of Our Lives), feuilleton, épisodes indéterminés diffusés en 1967 (Ruth Evans), 1969 (Mlle Williams) et 1980 (Mme Franklin)
- 1968 : Brigade criminelle (Felony Squad)
  - Saison 2, épisode 26 The Human Target : Mme McNair
- 1968 : Hawaï police d'État (Hawaii Five-0)
  - Saison 1, épisode 3 Ballade en bateau (Full Fathom Five) de Richard Benedict : Ruth Willoughby
- 1969 : L'Homme de fer (Ironside)
  - Saison 2, épisode 17 Un champion craintif (Rundown on a Bum Rap) : Mme Wilson
- 1970 : Docteur Marcus Welby (Marcus Welby, M.D.)
  - Saison 2, épisode 11 To Carry the Sun in a Golden Cup de Philip Leacock : Mme Lynch
- 1971-1973 : La Nouvelle Équipe (The Mod Squad)
  - Saison 4, épisode 11 And a Little Child Shall Bleed Them (1971) de John Llewellyn Moxey : Ellie Knox
  - Saison 5, épisode 16 Run, Lincoln, Run (1973) : Mme Milton
- 1971-1974 : Cannon
  - Saison 1, épisode 4 Un bon conseil (Death Chain, 1971) de Jerry Jameson : Susan Kendrix
  - Saison 3, épisode 20 L'Argent sale (Blood Money, 1974) : une infirmière
- 1974-1977 : Les Rues de San Francisco (The Streets of San Francisco)
  - Saison 2, épisode 18 Préméditation (Crossfire, 1974) de William Hale : Vera Day
  - Saison 4, épisode 19 Le Jour du jugement (Judgment Day, 1976) de Virgil W. Vogel : la juge Lela Matthews
  - Saison 5, épisode 17 Fin de l'innocence (Innocent No More, 1977) : Mme Wilson
- 1974-1979 : Barnaby Jones
  - Saison 2, épisode 16 The Platinum Connection (1974) de Seymour Robbie : Mme Andrews
  - Saison 3, épisode 5 Old Man Loses (1974) de Walter Grauman : Pam Hogan
  - Saison 7, épisode 22 Child of Love, Child of Vengeance, Part I (1979) : Marie Adams
- 1975 : La Petite Maison dans la prairie (Little House on the Prairie)
  - Saison 2, épisode 4 La Belle Équipe (In the Big Inning) de William F. Claxton : Margaret Mumfort
- 1976 : Switch
  - Saison 1, épisode 22 The Girl on the Golden Strip : une infirmière
- 1976-1978 : L'Homme qui valait trois milliards (The Six Million Dollar Man)
  - Saison 4, épisode 10 Noël bionique (A Bionic Christmas Carol, 1976) de Gerald Mayer : une secrétaire
  - Saison 5, épisode 20 Rendez-vous avec le danger, 2e partie (Date with Danger, Part II) de Rod Holcomb : une infirmière en psychiatrie
- 1977-1978 : Lou Grant
  - Saison 1, épisode 9 Judge (1977) d'Irving J. Moore : Emily Patterson
  - Saison 2, épisode 1 Pills (1978) de Jay Sandrich : Eileen
- 1977 : Intrigues à la Maison Blanche (Washington: Behind Closed Doors)
  - Saison 1, épisodes 1 à 6 : Madame Monckton
- 1977-1983 : Quincy (Quincy, M.E.)
  - Saison 2, épisode 5 The Two Sides of Truth (1977) de Ron Satlof : une juge
  - Saison 4, épisode 16 Aftermath (1979) de Tony Mordente : Mme Malone
  - Saison 5, épisode 20 The Final Gift (1980) : la première infirmière
  - Saison 6, épisode 11 Scream to the Skies (1981) de Ron Satlof : une sénatrice
  - Saison 8, épisode 20 Women of Valor (1983) : Mme Tracey
- 1986 : Les Feux de l'amour (The Young and the Restless), feuilleton, épisodes (sans titres) 3300, 3302 et 3307 : la logeuse de M. Wilcox

#### Téléfilms
- 1970 : Le Terrible Secret (Crowhaven Farm) de Walter Grauman : Madeleine Wardwell
- 1973 : Letters from Three Lovers (en) de John Erman : Jeanne
- 1977 : Something for Joey de Lou Antonio : Mme Frome
- 1979 : Captain America de Rod Holcomb : la secrétaire